# Place Adolphe-Max
Place Adolphe-Max je náměstí v Paříži v 9. obvodu.

## Historie
Náměstí bylo založeno na základě vyhlášky z 21. června 1841, která povolovala majitelům pozemků vytvořit náměstí mezi Rue Blanche a Rue de Clichy, přičemž šířka ulic musela být zachována na 12 metrech. Náměstí bylo otevřeno v roce 1844 na místě bývalého zábavního parku Tivoli pod názvem Place Vintimille. Bylo pojmenováno na počest komtesy Philippe de Ségur, rozené de Vintimille du Luc. Dne 25. ledna 1940 bylo náměstí pojmenováno podle Adolpha Maxe (1869–1939), starosty Bruselu.
Uprostřed náměstí se nachází veřejný park Square Hector-Berlioz se sochou Hectora Berlioze.